# Johan Gustaf Hedberg

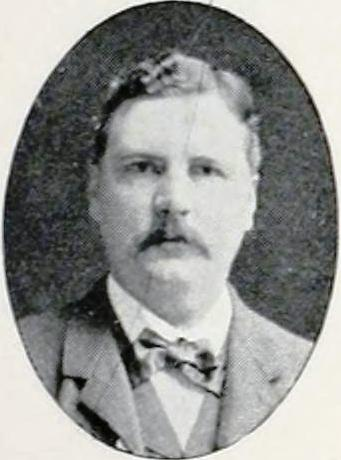
Johan Gustaf Hedberg

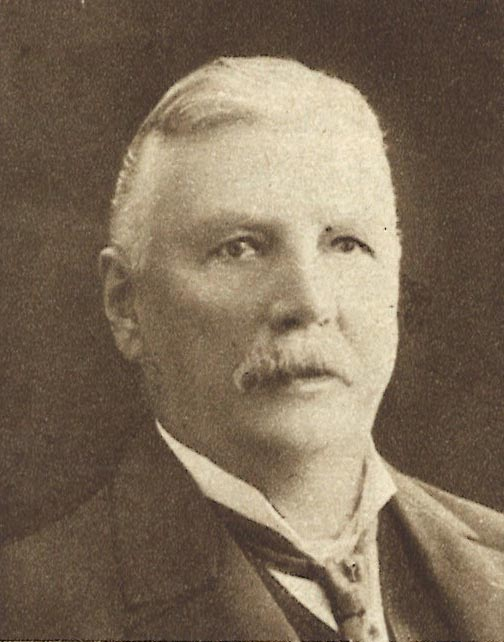
Hedberg på ett foto publicerat i samband med hans 85-årsdag 1925.

Johan Gustaf Hedberg, född 18 september 1840 i Örebro, död 5 maj 1928 i Malmö, var en svensk bokhandlare och senare förläggare.
Hedberg blev 1858 student vid Uppsala universitet, var 1859–63 anställd i en bokhandel i Nyköping, 1863–69 föreståndare för P.M. Sahlströms bokhandel i Linköping och 1870–82 innehavare av J.A. Ljunggrens bokhandel i Malmö och 1870–75 av filialbokhandel i Trelleborg. Han var därefter verksam som förläggare i Malmö. 
Hedberg var 1893–1915 ordförande i Malmö spritförsäljnings AB, från 1902 dess kassadirektör, från 1896 ledamot i centralstyrelsen och kassadirektör i AB Skånska Handelsbanken samt 1887–1902 ledamot av Malmö stads stadsfullmäktige.
J.G. Hedbergs förlag utgav "Freja : illustrerad skandinavisk modetidning" (svensk upplaga av den tyska "Die Modenwelt") 1873–1907, Malmö stads adresskalender 1879–1916, "Karta öfver Malmö" 1881 (faksimil 2005) och "Plankarta öfver Malmö" 1890, 1897 och 1901).